# Albert Scherrer
Albert Scherrer (Riehen, 28 februari 1908 - Bazel, 5 juli 1986) was een autocoureur uit Zwitserland. Hij nam deel aan zijn thuisrace in 1953 voor het team HWM, maar scoorde hierin geen punten.